# Георги Бакалов (общественик)
Вижте пояснителната страница за други личности с името Георги Бакалов.
Георги Иванов Бакалов е български общественик, публицист, литературен критик и историк. Последовател на марксизма.

## Биография

### Произход и младежки години
Георги Бакалов е роден на 27 ноември 1873 г. в Ески Заара (днес Стара Загора), Османска империя. Учи в Пловдивската мъжка гимназия. Става председател на ученическото дружество „Напредък“. Бакалов е в основата на ученически бунт на 11 февруари 1891 г., за което е изключен от гимназията.
През 1891 г. постъпва в Българската социалдемократическа партия (БСДП). По време на следването си в Женева (1891 – 1893) се сближава с Георгий Плеханов..

### Зрели години
След завръщането си в България започва печатарска дейност в Сливен, където през 1893 – 1896 г. издава редица брошури и свои преводи на Маркс, Енгелс, Плеханов и др. Известно време е преподавател. Уволнен, той се отдава на политическа, публицистична и литературна дейност. През 1896 година Бакалов е избран за делегат на Лондонския конгрес на Втория интернационал. През 1897 г. се мести във Варна, където основава книгоиздателство, превежда и издава на български език произведението „Комунистически манифест“ на Маркс и Енгелс.
Печата и организира нелегалното прехвърляне от Варна в Одеса марксисткия вестник „Искра“. Издава и собствени творби, като „Лъчите на поезията“, „Към свобода“ и др. През 1900 г. издава брошура „Претендентите за Македония“, в която защитава идеята за Балканска федерация. През 1902 г. Георги Бакалов публично подкрепя стачката във варненската памучна фабрика „Княз Борис“. През 1903 – 1905 г. е член на ЦК на БРСДП (т.с.). 
През 1904 г. Бакалов отново участва като делегат на Амстердамския конгрес на Втория интернационал. През 1905 г. се мести в София и основава издателство „Знание“, просъществувало до 1921 г. През 1905 г. напуска партията и става ръководител на фракцията на анархо-либералите. От 1908 до 1920 г. е член на БРСДП (ш.с.). През 1920 година става член на БКП (т.с.).

### След Деветоюнския преврат
Преследван от правителството на Александър Цанков, Бакалов е емигрант във Франция (1925 – 1932). През 1932 г. емигрира в СССР, където живее в Харков и работи като редактор в Международното издателство секция на българските писатели. През същата година е избран за член-кореспондент на АН на СССР, поради своите научни и литературно-критически трудове; приносът му е, че е превел на български трудове на Маркс и Енгелс, сред които „Комунистическия манифест“ на Карл Маркс.  По-късно през годината се завръща в България, където редактира леви издания.
Умира на 14 юли 1939 г. в София.

## Творчество
Автор на много статии по история на българското Възраждане, Бакалов пропагандира марксистката естетика и руската научна и обществена мисъл. Превежда от различни езици 287 книги основно с обществено-политическа насоченост, а няколко от тях са научна фантастика. Издава редица трудове: „Български писатели и книги“, „Днешната българска литература“, „Заветите на Българското Възраждане“, „Г. С. Раковски“, „Христо Ботев“. Използва псевдонимите Г. Базаров, Н. Соколов, Ж. Фанчев и други.

## Посмъртно признание
На Георги Бакалов е наречена улица в квартал „Изток“ в София (Карта). Неговото име носи държавното издателство „Георги Бакалов“ във Варна, което съществува между 1960 и 1990 г.